# The Passenger (Iggy Pop)
The Passenger is een nummer van de Amerikaanse zanger Iggy Pop. Het nummer verscheen op zijn album Lust for Life uit 1977. Op 30 september van dat jaar werd het nummer uitgebracht als de eerste single van het album als dubbele A-kant met het nummer "Succes". In 1982, 1990 en 1998 werd het nummer tevens uitgebracht als de enkele A-kant van een single.

## Achtergrond
Iggy Pop schreef de tekst van "The Passenger" terwijl hij in de S-Bahn van Berlijn zat. Het nummer gaat over de geest van een paria uit de punk. De muziek van het nummer werd geschreven door gitarist Ricky Gardiner. Het nummer is losjes gebaseerd op een gedicht van The Doors-zanger Jim Morrison. In een interview met de krant The Guardian vertelde Pop dat het nummer deels is gebaseerd door de reizen die hij op tournee met David Bowie maakte: "Ik was aan het reizen door Noord-Amerika en Europa in Davids auto ad infinitum. Ik had geen rijbewijs of wagen."
Als oorspronkelijke single in 1977 was "The Passenger" geen succes. In 1982 werd het nummer opnieuw uitgebracht op single ter promotie van de gezamenlijke heruitgave van Pops albums Lust for Life en The Idiot, maar werd opnieuw geen hit. In 1990 werd een liveversie van het nummer enkel in Frankrijk uitgebracht ter promotie van het daar opgenomen livealbum Hippodrome - Paris 77. Pas in 1998, toen het nummer werd gebruikt in een commercial voor de Toyota Avensis, bereikte het nummer de Britse hitlijsten, met een 22e positie als hoogste notering.
"The Passenger" is vaak gebruikt in films, videospellen, documentaires en televisieshows. Het kwam voor in de films Radiofreccia (1998), He Died with a Felafel in His Hand (2001), Waking Life (2001), Twenty Four Hour Party People (2002), Jarhead (2005), The Weather Man (2005), Up in the Air (2009), This Must Be the Place (2011), If I Stay (2014) en War Dogs (2016) en de documentaire Kurt Cobain: About a Son (2006). Ook was het te horen in de televisieseries Sons of Anarchy, Ash vs Evil Dead, 12 Monkeys en 30 Days, en als introductie voor het nieuwsprogramma Anderson Cooper 360°. Tevens zat het in de videospellen Mat Hoffman's Pro BMX 2 (2002), Scarface: The World Is Yours (2006) en Lego Rock Band (2009). Verder werd het nummer gebruikt voor een aantal commercials, waaronder die voor de Toyota Avensis, de Dublin Bus, Captain Morgan, Kohl's, Guinness en Anthony Bourdain: Parts Unknown.
"The Passenger" is een aantal keren gecoverd, waarbij de versie van Siouxsie and the Banshees de grootste hit werd met een 41e plaats in het Verenigd Koninkrijk. Andere bekende artiesten die het nummer hebben opgenomen, zijn Debbie Harry, Michael Hutchence van INXS, Die Toten Hosen, R.E.M., Absynthe Minded, Bauhaus, Los Colorados en Big John Bates. In 2012 bracht de Franse zangeres Berry haar album Les Passagers uit waarvan de titelsong enkele overeenkomsten met de song van Iggy Pop heeft maar geen cover of vertaling is. De Oostenrijkse dj LUM!X en de Italiaanse dj Gabry Ponte kwamen in 2020 met een dance-versie van het nummer, getiteld The Passenger (LaLaLa). Deze versie werd een klein hitje in Oostenrijk en Duitsland, en bereikte ook de hitlijsten in Frankrijk en Wallonië.

## NPO Radio 2 Top 2000
| Nummer met noteringen in de NPO Radio 2 Top 2000 | '15 | '16 | '17 | '18 | '19 | '20 | '21 | '22 | '23 | '24 |
| ------------------------------------------------ | --- | --- | --- | --- | --- | --- | --- | --- | --- | --- |
| The Passenger                                    | 863 | 643 | 656 | 786 | 754 | 768 | 779 | 842 | 922 | 897 |

1. ↑  Een vetgedrukt getal geeft de hoogste notering aan.
2. ↑  2015 was het eerste jaar met een notering voor dit nummer.